# Селищев Олексій Сергійович
Олексі́й Сергі́йович Селище́в (27 серпня 1992 — 3 лютого 2015) — молодший сержант Збройних сил України.

## Бойовий шлях
Командир танка, 17-а окрема танкова бригада.
3 лютого 2015-го загинув під час несення служби на взводному опорному пункті «Станіслав» під Дебальцевим внаслідок мінометного обстрілу, який вели терористи.
Без Олексія лишились мама та сестра.
Похований у Кривому Розі 1 березня 2015-го, у місті оголошено день жалоби.

## Нагороди та вшанування
За особисту мужність і героїзм, виявлені у захисті державного суверенітету та територіальної цілісності України, вірність військовій присязі під час російсько-української війни, відзначений — нагороджений
- орденом «За мужність» III ступеня (посмертно)
- почесним знаком Кривого Рогу «За заслуги перед містом» III ступеня (посмертно)
- в Кривому Розі відкрито меморіальну дошку його честі у ЗОШ, яку він закінчив (вул. Юрія Смирнова)